# Акімов Олександр Федорович
Олександр Федорович Акімов (нар. 6 травня 1953, Новосибірськ, Російська РРФСР — пом. 11 травня 1986, Москва, СРСР) — начальник нічної зміни, яка працювала на четвертому енергоблоці Чорнобильської АЕС 26 квітня 1986 року. Разом зі своїми підлеглими працював до ранку, намагаючись закачати воду в реактор. Жоден з них не був одягнений у захисні костюми. Помер на третій тиждень після аварії від променевої хвороби у віці 33 років.

## Біографія
Акімов Олександр Федорович народився 6 травня 1953 року у місті Новосибірськ (Російська РРФСР).
У 1976 році закінчив Московський енергетичний інститут за фахом автоматизація теплоенергетичних процесів.
Від вересня 1979 року працював на Чорнобильській АЕС. Спочатку старшим інженером з управління турбінами, начальником зміни турбінного цеху, відтак 10 липня 1984 року був призначений на посаду начальника зміни блоку.
У ніч на 26 квітня 1986 року, будучи начальником зміни 4-го енергоблока, у перші години аварії намагався оцінити масштаби лиха та локалізувати його наслідки.
Помер 11 травня 1986 року від променевої хвороби в 6-й Московській клінічній лікарні.

## Нагороди
Нагороджений орденом «За мужність» III ступеня «За геройський подвиг в ім'я життя нинішніх і прийдешніх поколінь, особисту мужність і самопожертву, виявлені у ліквідації аварії на Чорнобильській АЕС» посмертно указом Президента України Віктора Ющенка № 1156/2008 від 12 грудня 2008 року.